# Ермаковская (Сямженский район)
Ермаковская — деревня в Сямженском районе Вологодской области.
Входит в состав Устьрецкого сельского поселения, с точки зрения административно-территориального деления — в Устьрецкий сельсовет.
Расстояние по автодороге до районного центра Сямжи — 26,5 км, до центра муниципального образования Усть-Реки — 5,5 км. Ближайшие населённые пункты — Савинская, Кладовица, Истоминская.
По переписи 2002 года население — 28 человек (12 мужчин, 16 женщин). Всё население — русские.